# (227326) Narodytchi
(227326) Narodytchi est un astéroïde de la ceinture principale.

## Description
(227326) Narodytchi est un astéroïde de la ceinture principale. Il fut découvert le 11 octobre 2005 à Androuchivka par l'observatoire astronomique d'Androuchivka. Il présente une orbite caractérisée par un demi-grand axe de 2,41 UA, une excentricité de 0,15 et une inclinaison de 2,6° par rapport à l'écliptique.

## Compléments